# Estación de Boechout
La estación de Boechout es una estación de tren belga situada en Amberes, en la provincia de Amberes, región Flamenca.
Pertenece a la línea  de S-Trein Antwerpen.

## Situación ferroviaria
La estación se encuentra en la línea línea 15 (Amberes-Hasselt).

## Intermodalidad
Actualmente, no hay conexiones con otros medios de transporte.